# Mambo (Lied)
Mambo ist ein Lied des deutschen Pop-Rock-Musikers Herbert Grönemeyer aus dem Jahr 1984. Zusätzliche Bekanntheit erlangte die Komposition in der Coverversion Mamboleo von der niederländischen Sängerin Loona im Jahr 1999.

## Entstehung und Veröffentlichung
Das Lied wurde von Herbert Grönemeyer selbst getextet, komponiert und produziert.
Die Erstveröffentlichung von Mambo erfolgte als Teil von Grönemeyers fünftem Studioalbum 4630 Bochum. Dieses erschien erstmals am 11. Mai 1984 bei EMI Music als LP. Darüber hinaus war das Lied Teil des Livealbums Grönemeyer – Live (1995), des Best-of-Albums Was muss muss – Best Of (2008) sowie des Boxsets Alles (2016).

## Inhalt
Inhaltlich erzählt Mambo die Geschichte eines Autofahrers, der verzweifelt einen Parkplatz sucht, während er auf dem Weg zu einer Frau ist.

„Ahh, ich dreh’ jetzt schon seit Stunden.

Hier so meine Runden.

Es trommeln die Motoren.

Es dröhnt in meinen Ohren.

Ich finde keinen Parkplatz.

Ich komm' zu spät zu dir, mein Schatz.

Du sitzt bei Kaffee und Kuchen.

Und ich muss weiter suchen.“

## Coverversion von Loona

### Entstehung und Veröffentlichung
1999 nahm die niederländische Sängerin Loona eine Coverversion von Mambo auf. Diese erschien unter dem Titel Mamboleo, mit neuem spanischsprachigen Text, der von der Sängerin selbst und Samuel Bouriah (DJ Sammy) verfasst wurde. Die Komposition basiert auf dem Original, sodass Grönemeyer auch Urheber dieser Version ist. DJ Sammy zeichnete zudem für die Produktion der Coverversion zuständig.
Die Erstveröffentlichung von Mamboleo erfolgte zunächst als Promo-Tonträger im Jahr 1999, noch unter dem Titel Mambo. Am 28. Juni 1999 erschien das Lied schließlich als offizielle Single. Diese erschien als CD-Maxi-Single in zwei Ausführungen, die je drei Versionen zu Mamboleo sowie das Lied Oye, oye! beinhalten.
Bei der Echoverleihung 2000 gewann das Lied in der Kategorie „Dance Single des Jahres national“, wo es sich unter anderem gegen Vater Unser (E Nomine) oder auch The Rigga-Ding-Dong-Song (Passion Fruit) durchsetzte.

### Inhalt
Textlich handelt die spanische Fassung von einem Flirt zwischen einer Frau und einem Mann auf einer Feier.

„Aaaaaaah
Pa arriba y pa abajo.

Pa centro y pa dentro.

La fiesta de esta noche.

Mambo Mambole.

Pa arriba y pa abajo.

Pa centro y pa dentro.

La fiesta de esta noche.

Mambo Mambole.“

### Musikvideo
Das ursprüngliche Musikvideo zu Mamboleo wurde in Farbe gedreht und zeigt die Sängerin mit Partyteilnehmern tanzend an einem sommerlichen Strand. Die Tatsache, dass alle Mitwirkenden leicht bekleidet sind, missfiel Herbert Grönemeyer, weshalb er die Erlaubnis zur Verwendung der Melodie seines Songs Mambo zurückzuziehen drohte. Obwohl das Video bereits veröffentlicht war und im Musikfernsehen wie VIVA Deutschland lief, konnte Grönemeyer erwirken, dass ein neues Musikvideo gedreht werden musste, ein schwarz-weißer Videoclip, in dem Sängerin Loona mit zahlreichen Darstellern mitten in einem städtischen Verkehrsstau tanzt.

### Charts und Chartplatzierungen
Mamboleo stieg am 12. Juli 1999 auf Rang sechs der deutschen Singlecharts ein und erreichte zwei Wochen später mit Rang drei seine beste Platzierung. Die Single musste sich dabei in zwei aufeinanderfolgenden Wochen My Love Is Your Love (Whitney Houston) und dem Spitzenreiter Mambo No. 5 (Lou Bega) geschlagen geben. Mamboleo platziere sich 13 Wochen in den Top 100, letztmals am 4. Oktober 1999, sieben Wochen davon in den Top 10. In Österreich stieg das Lied am 11. Juli 1999 auf Rang 31 ein und erreichte seine Bestplatzierung drei Wochen später am 1. August 1999 mit Rang acht. In der Schweiz stieg das Lied ebenfalls am 11. Juli 1999 auf Rang 27 ein und erreichte seine beste Chartnotierung zwei Wochen später mit dem vierten Rang. 1999 platzierte sich das Lied auf Rang 30 der deutschen Single-Jahrescharts auf Rang 30 sowie auf Rang 34 in der deutschen Single-Jahrescharts.
Für Loona avancierte Mamboleo zum neunten Charthit in Deutschland sowie zum fünften in der Schweiz und dem dritten in Österreich. In allen drei Ländern war es nach Bailando (1998) und Hijo de la luna (1998) der dritte Top-10-Hit für Loona.
| ChartsChartplatzierungen | Höchstplatzierung | Wochen |
| ------------------------ | ----------------- | ------ |
| Deutschland (GfK)        | 3 (13 Wo.)        | 13     |
| Österreich (Ö3)          | 8 (11 Wo.)        | 11     |
| Schweiz (IFPI)           | 4 (13 Wo.)        | 13     |

| ChartsJahrescharts (1999) | Platzierung |
| ------------------------- | ----------- |
| Deutschland (GfK)         | 30          |
| Schweiz (IFPI)            | 34          |

## Weitere Coverversionen (Auswahl)
- 2002: Die Jungen Tenöre (Album: Schlagergold)[14]
- 2021: The Baseballs (Album: Hot Shots)[15]
- 2023: Marilena feat. MaddaBrassKa[16]